# Збаразька центральна районна клінічна лікарня
Збаразька центральна районна клінічна лікарня — лікувальний заклад у м. Збаражі Тернопільської області України.

## Історія
За австро-угорських часів у Збаражі практикував Володимир Білінський. Допомагаючи хворим плямистим тифом, заразився і помер у 1919 році. Його син Тарас Білінський, лікар загальної практики, працював у власній амбулаторії з лабораторією і рентгенівським апаратом. Активний просвітянин і політичний діяч, знищений НКВД наприкінці червня 1941 р.
Після жовтневого перевороту емігрував у Польщу і в 1930 р. прибув у Збараж лейбмедик, вірменин за національністю Баграт (Семен) Матинян і разом з дружиною Вірою (лікарем-стоматологом) відкрив приватну стоматологічну практику. 7 серпня 1944 р. його призначили головним лікарем поліклініки. На початку 1950-х за свій кошт побудував будинок для поліклініки. Але, звернувшись до радянських органів про часткове відшкодування вкладених коштів (як це йому було обіцяно), зазнав переслідувань. Облздороввідділ увільнив з роботи. У 1953—1966 займався приватною, в основному зубопротезною практикою.
3 1935 року лікарем у Збаражі працював також Василь Загорянський. У 1939 р., як резервіст, призваний у польську армію. В перші дні війни потрапив у німецький полон і був засуджений до страти, але за міжнародною конвенцією, як лікар, звільнений з полону. Повернувся у Збараж і продовжував працювати лікарем-хірургом.

## Персонал

### Головні лікарі
- Василь Загорянський — 1946—1947,
- Франк Ясинецький — 1949—1957, від 1957 до 1972 — завідувач хірургічним відділом,
- Олександр Стасишин — 1989—?[1],
- в. о. Валерій Іванович Суконнік — нині

### Лікарі

#### Працювали
- Софія і Василь Гладиші — лікарі-терапевти, прибули в Збараж напередодні Другої світової війни, працювали під час епідемії тифу в 1944—1945 роках,
- Юрій Гладиш — хірург-ординатор, завідував хірургічним відділом у 1972—1984,
- Катерина Посохова — у 1970-х[2]
- Володимир Фарміга — завідувач ЛОР-відділу в 1985—?,
- Ніна Олійник — завідувачка відділення гінекології в 1983—1989[3]
- Кароль Степан Йосипович — провідний терапевт району, районний терапевт, завідував терапевтичним відділом у 1958—1995,
- Кароль Тетяна Володимирівна — відомий лікар-педіатр (1965-2015), завідувала дитячим відділом у 1975—2015,